# Kanton Abbeville-Sud
Der Kanton Abbeville-Sud war bis 2015 ein französischer Kanton im Arrondissement Abbeville, im Département Somme und in der Region Picardie; sein Hauptort war Abbeville.

## Gemeinden
Der Kanton bestand aus einem Teil der Stadt Abbeville (angegeben ist hier die Gesamteinwohnerzahl, im Kanton leben etwa 10.700 Einwohner) und sechs weiteren Gemeinden:
| Gemeinde           | Einwohner Jahr | Fläche km² | Bevölkerungsdichte | Code INSEE | Postleitzahl |
| ------------------ | -------------- | ---------- | ------------------ | ---------- | ------------ |
| Abbeville          | 23.821 (2013)  | –          | – Einw./km²        | 80001      | 80100, 80109 |
| Bray-lès-Mareuil   | 248 (2013)     | 5,43       | 46 Einw./km²       | 80135      | 80580        |
| Cambron            | 746 (2013)     | 12,61      | 59 Einw./km²       | 80163      | 80132        |
| Eaucourt-sur-Somme | 415 (2013)     | 4,42       | 94 Einw./km²       | 80262      | 80580        |
| Épagne-Épagnette   | 580 (2013)     | 6,56       | 88 Einw./km²       | 80268      | 80580        |
| Mareuil-Caubert    | 860 (2013)     | 9,08       | 95 Einw./km²       | 80512      | 80132        |
| Yonval             | 238 (2013)     | 3,93       | 61 Einw./km²       | 80836      | 80132        |